# Я виріс біля моря
«Я виріс біля моря» («Xatirələr Sahili») — радянський художній фільм 1972 року, знятий режисером Ялчином Ефендієвим на кіностудії «Азербайджанфільм».

## Сюжет
Бакинський журналіст Айдин приїжджає до містечка свого дитинства, щоб побачити друга, з яким разом ріс і якого тепер судять за розкрадання. Фільм починається як судовий нарис (готується процес, відбувається розгляд справи), а продовжується як міркування про місце людини у житті. Тому більшу частину фільму Айдин і проводить у зустрічах і довгих розмовах з товаришами дитинства, блукає дорогими для себе місцями, згадує, роздумує…

## У ролях
- Тофік Мірзоєв — Айдин Казімзаде (дублював Юрій Соловйов)
- Гасанага Турабов — Кямран (дублював Микола Федорцов)
- Аліаббас Гадіров — Імран Західов (дублював Володимир Костін)
- Рафік Азімов — Велі (дублював Станіслав Соколов)
- Гюмрах Рагімов — Салім (дублював Ігор Боголюбов)
- Самір Салімов — Айдин у дитинстві (дублював Сергій Словесний)
- Джомард Алієв — Кямран у дитинстві (дублював Вадик Симонов)
- Алекпер Алієв — Імран у дитинстві (дублював Діма Карпов)
- Чингіз Кулієв — Велі у дитинстві (дублював Володя Паршин)
- Бахруз Караєв — Салім у дитинстві (дублювала Рита Сергеєчева)
- Мурад Гейдаров — Мурад (дублював Павлик Долгоруков)
- Амалія Панахова — Халіда (дублювала Любов Малиновська)
- Тельман Адигезалов — Шаміль
- Аладдін Аббасов — Ахмед-даї (дублював Лев Жуков)
- Аладдін Султанов — прокурор (дублював Ігор Єфімов)
- Наміг Рагімов — Максуд
- Шамсі Бадалбейлі — Алі Каримович Наджафов
- Лейла Шихлінська — Рена
- Є. Нурієва — мати Саліма
- Садих Гусейнов — Башир
- Земфіра Садихова — Аміна
- Сулейман Алескеров — Юсіфов
- Надір Аскеров — кухар
- Алмас Аскерова — дружина Кямрана
- З. Бабаєва — епізод
- Р. Аліярова — епізод
- С. Мірзаєва — епізод
- Р. Тагізаде — епізод
- Мухтар Авшаров — швець
- Ільхам Ахмедов — молодий поет
- Садагат Зульфугарова — Мурсалова
- Сусанна Меджидова — бабуся Селіма
- Осман Хаккі — гість
- Анар Рзаєв — співробітник редакції
- Фатех Фатуллаєв — офіційний представник
- Зіраддін Тагієв — Бахадур Гаджізаде

## Знімальна група
- Режисер — Ялчин Ефендієв
- Сценарист — Октай Оруджев
- Оператор — Заур Магеррамов
- Композитор — Хайям Мірзазаде
- Художники — Франгіз Курбанова, Фікрет Ахадов